# Травнева площа
Травнева площа (ісп. Plaza de Mayo) — центральна площа столиці Аргентини міста Буенос-Айрес.
Розташована між вулицями Іполіто Ірігоєна, Балькарсе, Рівадавії, Болівара в районі Монсеррат.
Площа існує з 1580 року і є тим місцем, звідки ріс Буенос-Айрес. 1810 року на площі відбувалися головні події Травневої революції, на честь якої вона згодом була названа. 13 вересня 1816 року на Травневій площі було проголошено незалежність Аргентини, а 21 жовтня 1860 року — її Конституцію. Свого сучасного вигляду площу набула 1884 року після знесення Старої Галереї і об'єднання двох площ, які були на цьому місці раніше.

## Історія

### Колоніальна епоха
1573 року Філіп II Габсбург видав наказ, який визначав, якими мають бути американські колонії, їхні вулиці і площі. Згідно з королівським наказом, головна площа міста мала бути прямокутною і завширшки вдвічі менше ніж завдовжки. Тим не менше, коли Хуан де Ґарай 11 червня 1580 року заснував місто Буенос-Айрес, він визначив головною площею квадрат зі стороною у 140 вар (117 м), що становило приблизно половину від її нинішнього розміру. Ця площа розташовувалася між нинішніми вулицями Рівадавії, Іполіто Ірігоєна, Болівара й Оборони.
Інша частина площі, яка розташовувалася між сучасними вулицями Балькарсе, Іполіто Ірігоєна, Рівадавії й Оборони, була віддана у власність губернатору Хуану Торресу де Вера-і-Арагону, який так ніколи і не почав будуватися. 1608 року управитель общини направив прохання надати ці землі для розширення головної площі, але того ж року єзуїти з дозволу губернатора Ернандо Арьяса де Сааведри в північній частині цієї ділянки збудували каплицю і кілька будинків. 1617 року єзуїти відкрили тут колегію і розширили церкву.
З 1609 року протягом двох століть на головній площі Буенос-Айреса регулярно проводилася корида.
1619 року за наказом губернатора Ріо-де-ла-Плати Хуан Алонсо де Вера-і-Сарате були збудовані кілька житлових будинків навпроти каплиці, відділених від неї провулком. Губернатор не заплатив робітникам і, програвши у суді, щоб виплатити борг, змушений був продати свої землі Педро де Рохасу-і-Асеведо 1643 року. 1645 року вдова Рохаса-і-Асеведо пожертвувала їх єзуїтам. 1649 року власники помістя Вери-і-Сарате також поступилися правами на нього на користь єзуїтів, які таким чином стали законними власниками усієї східної частина сучасної Травневої площі.
Оскільки будівлі, що розташовувалися на площі у той час, були не надто гарними і стояли посеред сектору обстрілу фортеці, яку було збудовано на узбережжі Ла-Плати, губернатор Алонсо Меркадо-і-Вільякорта викупив їх 1661 року і зніс. Таким чином з'явився новий простір між фортецею і Головною площею, який отримав назву Плацдарм і був звичайним пустирем.
Тим не менше стіни церкви продовжували існувати і з 1680 року в них розміщувався військовий пікет для захисту від індіанців. Із 1695 року там жив службовець, який стежив за адекватністю цін на продукти, які продавалися на площі. З 1717 року в цих стінах розміщувався каретний сарай церковнослужителів, а згодом — губернаторів і віце-королів. 1822 року через поганий стан споруди її було знесено. Таким чином головна площа Буенос-Айреса стала пустирем без жодної споруди чи дерева, яка перетворювалася на болото під час дощу.
1725 року єзуїтський архітектор Андрес Бланкі збудував на площі Ратушу.

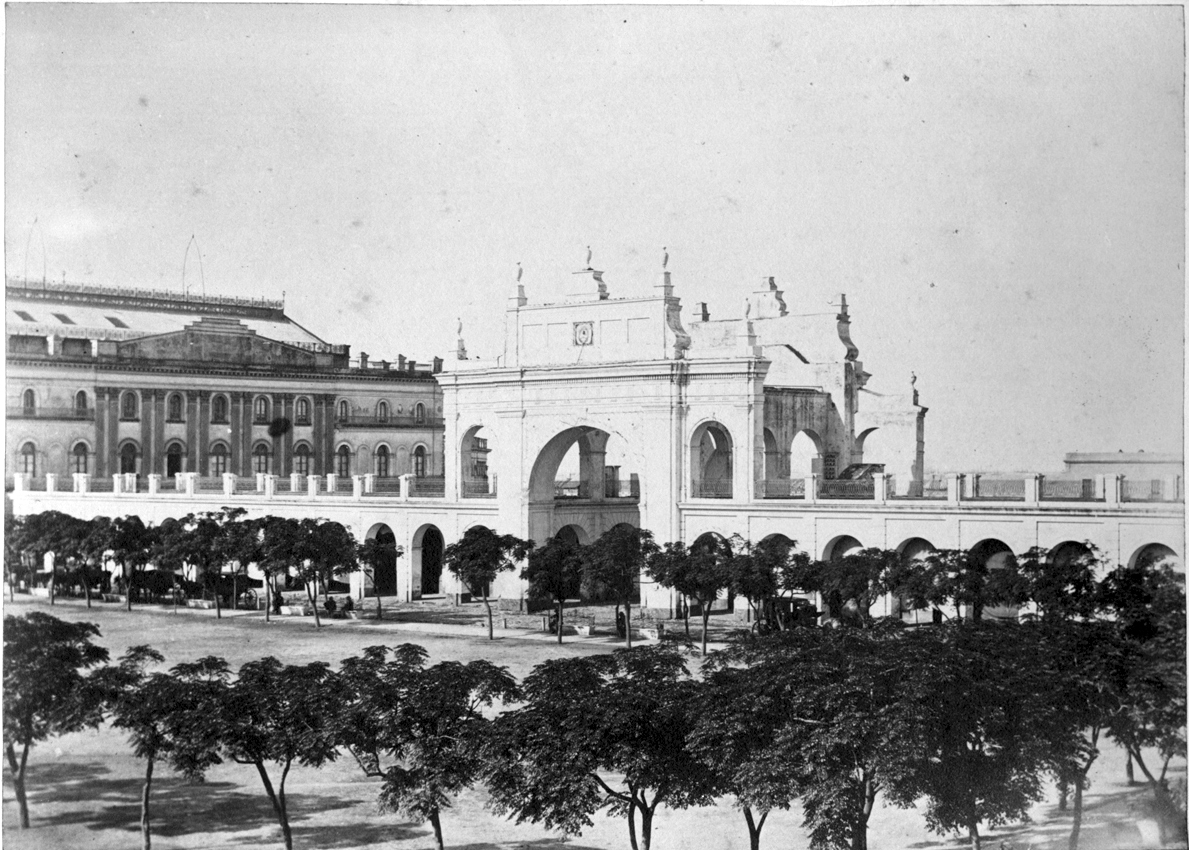
Стара Галерея (1864)

1763 року заможний дон Франсіско Альварес Кампана запропонував тодішньому губернатору Педро де Севальйосу за його кошти збудувати галерею (ісп. recova), яка б поділила центральну площу Буенос-Айреса на дві частини і використовувалася б для торгівлі. Роботи зі спорудження галереї розпочалися лише 1803 року. Спочатку галерея була утворена двома аркадами з 11 арок, розділених провулком. 1804 року аркади поєднали великою центральною аркою, яка отримала назву Арка віце-королів. Відтак галерея складалася з 44 арок і була збудована поперек площі з півночі на південь з обпаленої цегли у стилі класицизму доричного ордеру. Того ж року віце-король Рафаель де Собремонте видав указ, за яким мешканці усіх будинків на центральній площі мали спорудити в себе аркади, які б гармоніювали з ратушею і галереєю.
У 1806—1807 роках площа стала основним полем бою між жителями Буенос-Айреса і британськими загарбниками.
Східна частина площі мала назву Цитадельної, оскільки розташовувалася між фортецею і галереями, або Ринкової, бо там розташовувалася головне торговище міста, а західна частина, яка розташовувалася перед ратушею, — Головної, а після англійських вторгнень у місто у 1806—1807 роках — Перемоги.

### Перші роки незалежності
25 травня 1811 року у рамках святкування річниці Травневої революції площу було перейменовано на Площу 25 травня. Також на ній було споруджено Травневу піраміду — перший патріотичний пам'ятник Аргентини.
8 жовтня 1812 року площа стала епіцентром революції, яка скинула Перший Тріумвірат (тодішній уряд Аргентини).
1815 року на площі було встановлено 4 статуї, які уособлювали Європу, Азію, Африку та Америку.

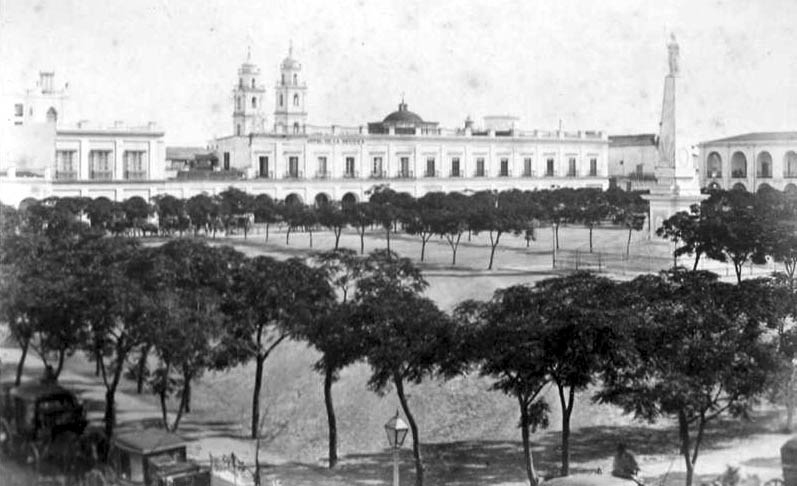
Площа 1864 року. На задньому плані можна бачити Нову Галерею

1818 року почалося будівництво нової галереї по вулиці Ратушній (нині Іполіто Ірігоєна), відтак попередня галерея стала називатися старою.

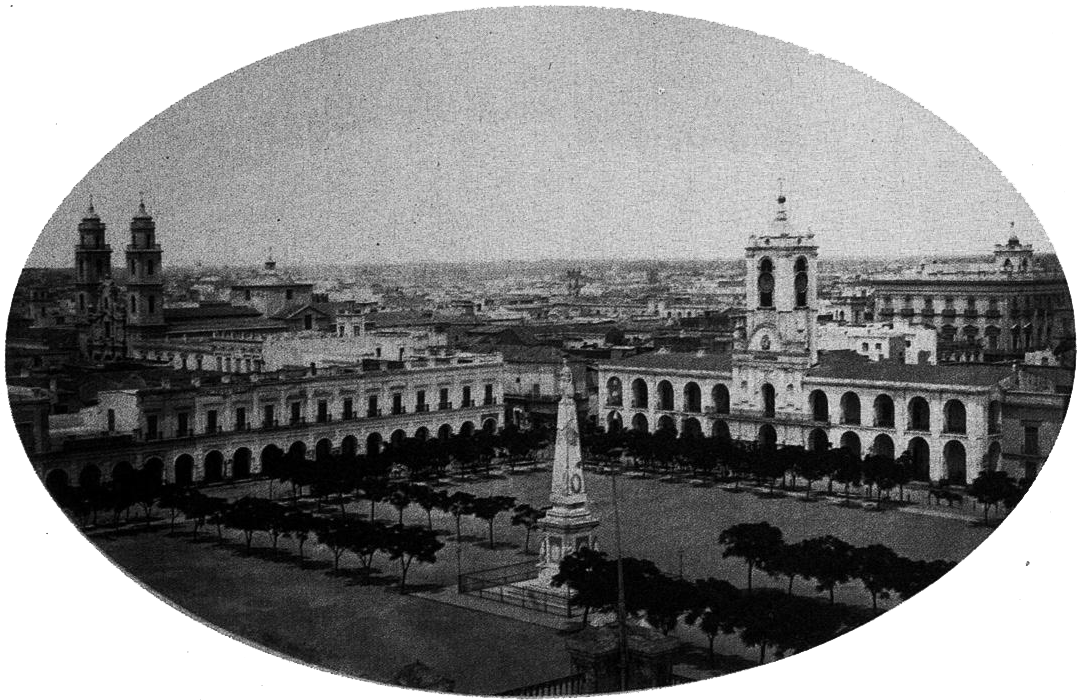
Площа Перемоги (1867)

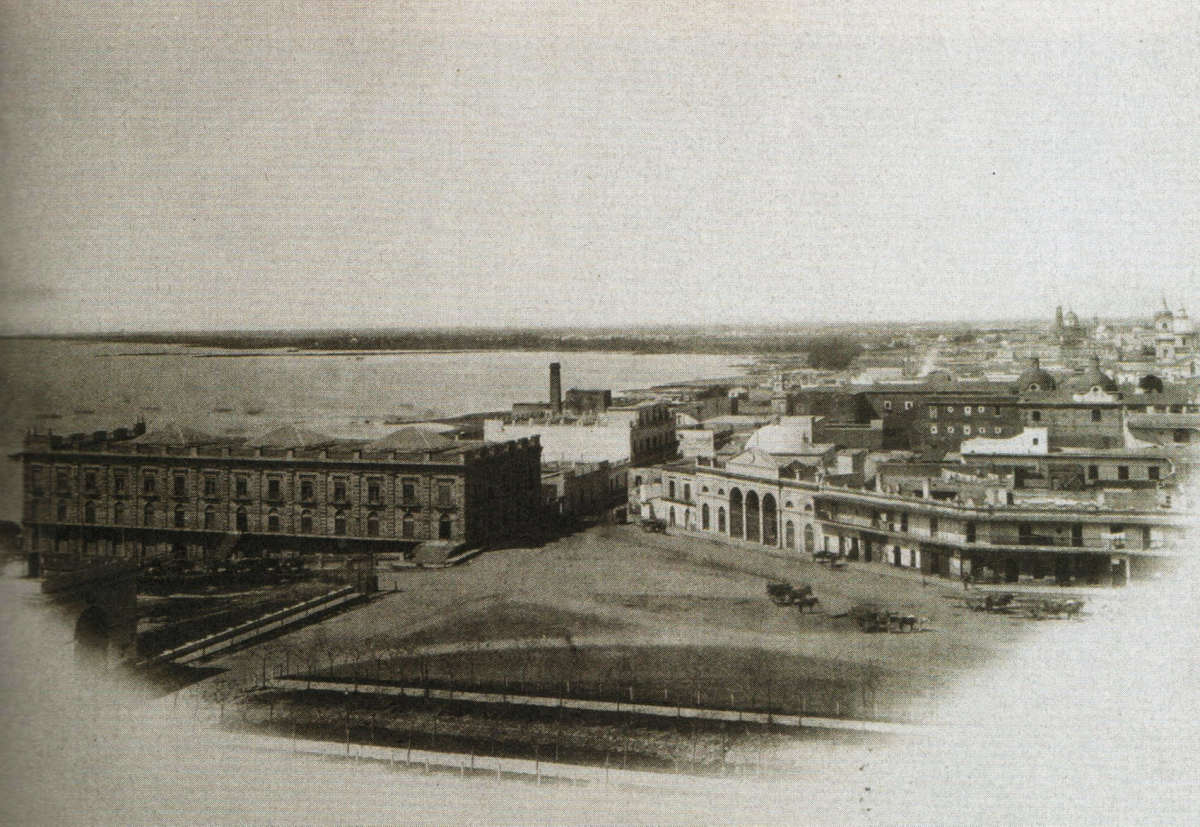
Площа 25 травня (1867)

1853 року було зруйновано фортецю, а на її місці збудовано Нову Митницю за проектом англійського архітектора Сема Тейлора.
23 травня 1854 року на Травневій площі було урочисто прийнято Конституцію Аргентини. На честь цієї події було встановлено чотири піраміди у готичному стилі, прикрашені квітами і написами.
1856 року Прілідьяно Пуейрредон відреставрував Травневу Піраміду, яка в той час розташовувалася по центру Площі Перемоги, і помістив на її вершину статую жінки, яка нині вважається національною персоніфікацією Аргентини. Також на площі було встановлено лавки, закладено сад і висаджено 300 мелій (лат. melia azedarach). 25 травня було проведене газове освітлення для ратуші, кафедрального собору, муніципалітету, галереї та фортеці.
У наступні два роки було вимощено камінням тротуари по всьому периметру площі і перед собором. Також були встановлені лавки з білого мармуру.
1857 року за проектом Шарля Анрі Пеллегріні між вулицями Рівадавії, Реконкісти і Мітре було збудовано першу будівлю театру Колумба.
У часи правління Хуана Мануеля де Росаса країна переживала серйозні економічні труднощі, через що деякі об'єкти державної власності було виставлено на продаж. Серед них була і Стара Галерея. Перший аукціон з її продажу відбувся 27 жовтня 1835 року, найкращу ціну запропонував Мануель Мурьєта, але вона не була прийнята. 29 вересня 1836 року її викупив Томас де Анчорена, у власності родини якого Галерея залишалася до 1883 року. 1883 року мер Торкуато де Альвеар запропонував архітектору Хуану Антоніо Буск'яццо знести Галерею задля розширення площі. 1884 року Галерея була експропрійована міською владою і знесена за допомогою 700 робітників за 9 днів. Через кілька років родина Анчорена відсудила у Муніципалітету значну грошову компенсацію за це рішення.
Отже, з 17 травня 1884 року дві площі (Перемоги і 25 травня) були об'єднані в одну під назвою Травнева площа. Відтак було знято бруківку вулиці Оборони, яка перетинала площу, і рейки трамваю, який нею проходив.
1885 року за проектом архітектора Хуана Антоніо Буск'яццо та інженера Хосе Марайні навпроти нинішньої Каса-Росади, на розі вулиць Рівадавії і 25 травня було зведено будівлю Біржі Буенос-Айреса.

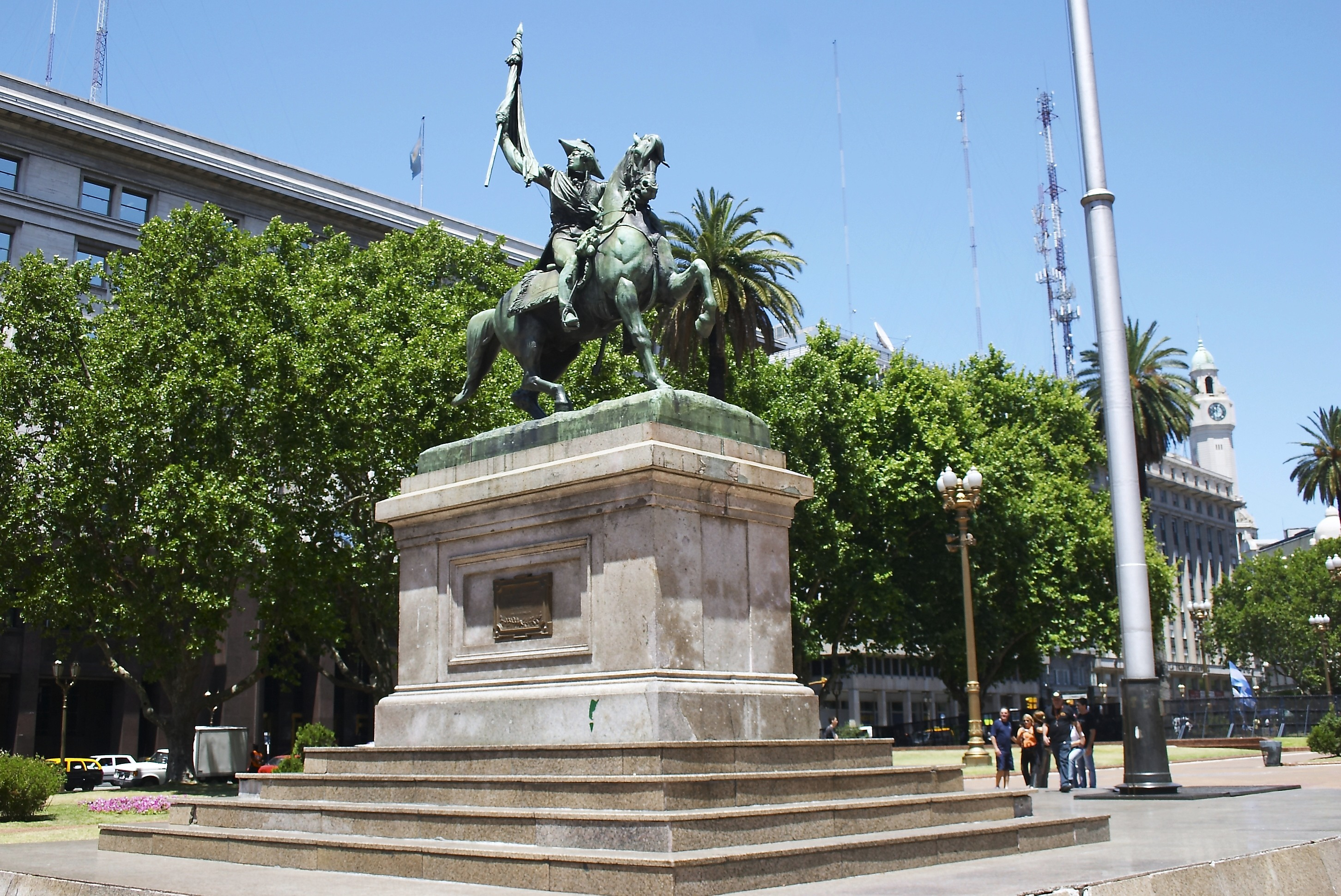
Кінна статуя Мануеля Бельграно

1870 року була створена комісія з генерала Бартоломе Мітре, Енріке Мартінеса і Мануеля Хосе Герріко, яка займалася питанням установлення на площі кінної статуї Мануеля Бельграно. Створення статуї героя було довірено французькому скульптору Альберу-Ернесту Карр'є-Белльозу, а коня — Мануелю де Санта Колома. Кінь Бельграно став першою скульптурою виконаною аргентинцем. Пам'ятник було відкрито Домінго Фаустіно Сарм'єнто 24 вересня 1873 року. До 1886 року статуя була в центрі Площі 25 травня обличчям на захід, але потім її перенесли навпроти новозбудованого Будинку уряду, який замінив фортецю, і встановили обличчям на північ.

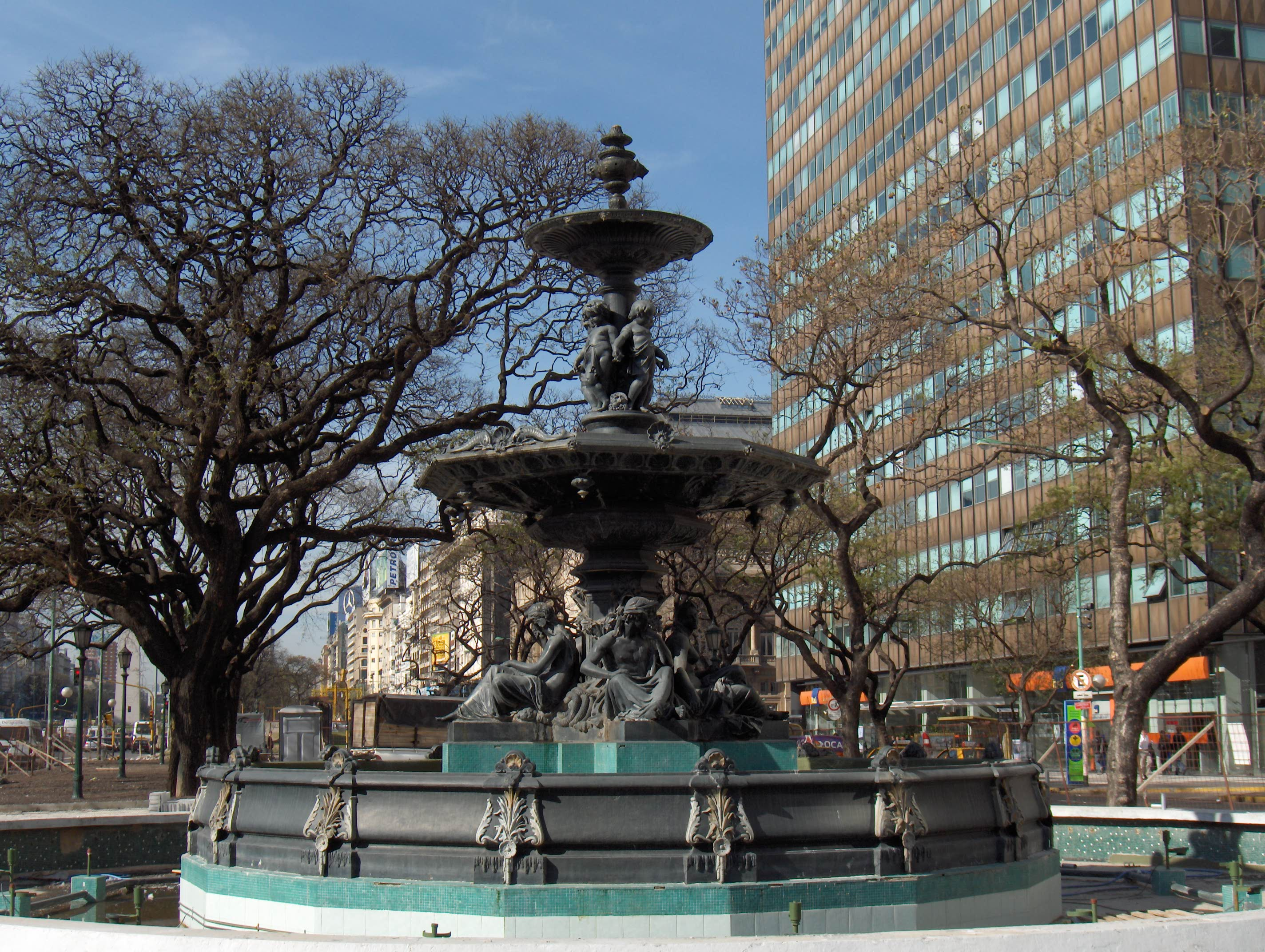
Фонтан

1870 року на Площі Перемоги було також встановлено два фонтани в ренесансному стилі на схід і захід від Піраміди. Згодом фонтани було перенесено на перехрестя вулиць 9 липня і Кордови.
1882 року було запропоновано замінити мелії на Травневій площі на пальми. За сприяння Домінго Фаустіно Сарм'єнто пальми Phoenix canariensis було привезено з Ріо-де-Жанейро.
1888 року будівлю театру Колумба після реконструкції зайняв Національний банк Аргентини.
13 квітня 1890 року після заснування партії «Громадянський союз» відбулася людна маніфестація на Травневій площі, яка стала першою народною політичною демонстрацією в Аргентині.
1898 року за проектом архітекторів Оберга, Кіхльберга і Тамбуріні у східній частині площі було споруджено Касу-Росаду — резиденцію виконавчої влади Аргентини.

### ХХ століття
У 1891—1902 роках на базі проекту Хуана Антоніо Буск'яццо було збудовано Палац уряду міста Буенос-Айреса у західній частині площі.

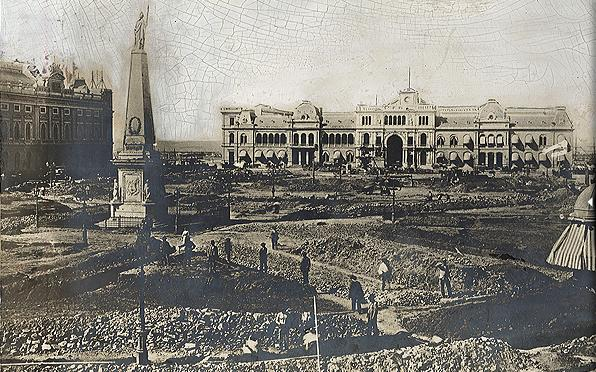
1894. Реконструкція площі під керівництвом К. Тайса

Наприкінці XIX ст. площа пережила ще одну ґрунтовну реконструкцію під керівництвом Карлоса Тайса, який замінив деякі пальми на платани (лат. Platanus × hispanica), замінив газони, плитку, решітки, проклав алеї, які перетинали площу навхрест. Також було встановлено електричне освітлення.

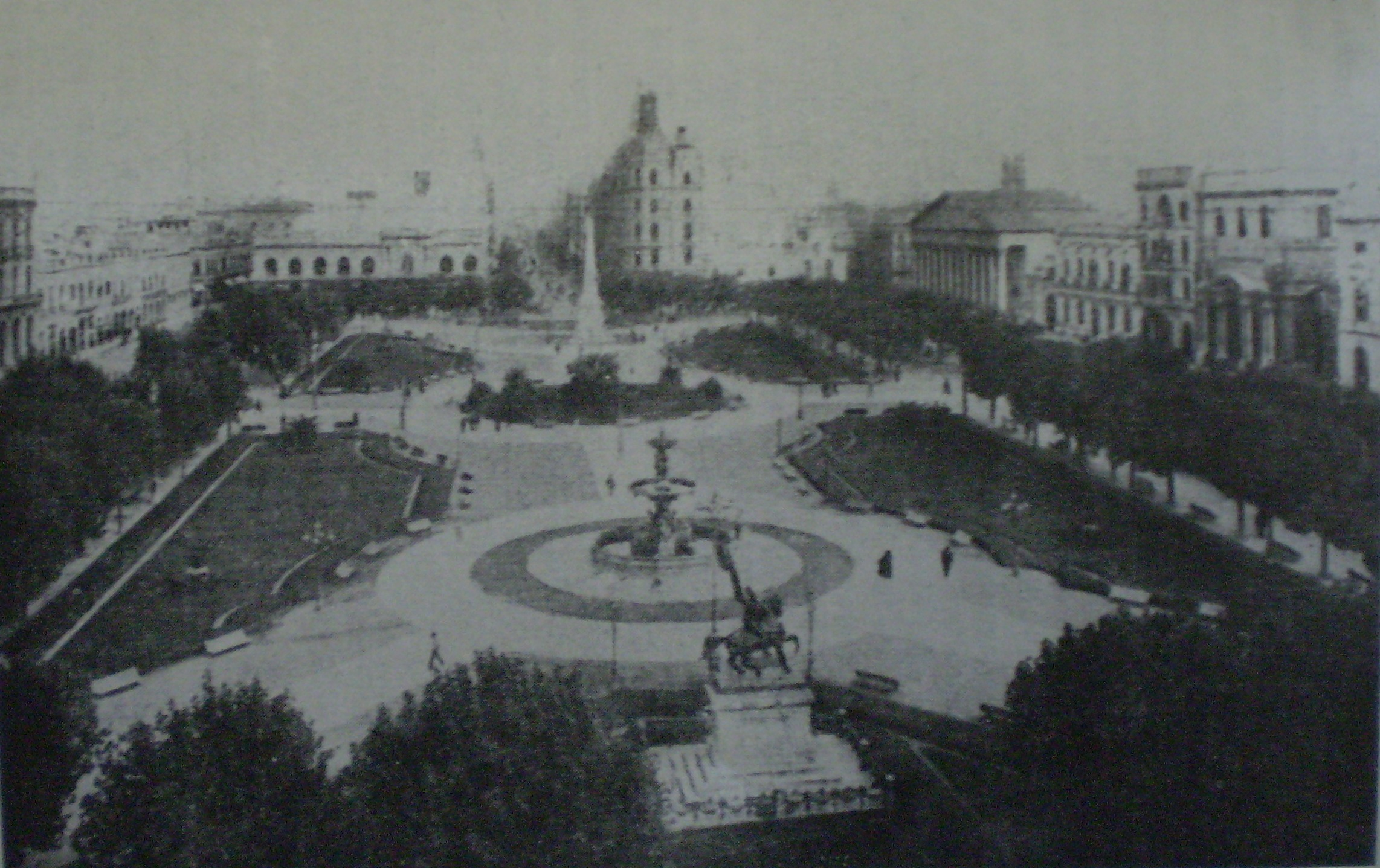
Травнева площа 1904 р.

1904 року на площі було збудовано круглі ставки з ілюмінацією. Також у рамках підготовки до святкування сторіччя Травневої революції було запропоновано замінити Травневу піраміду на величніший монумент. Було проведено конкурс, але новий пам'ятник так і не почали будувати. Натомість 1912 року Травневу піраміду перенесли у центр площі.
1913 року під площею почав функціонувати метрополітен, а в південній частині майдану було відкрито вхід до станції метро «Травнева площа».
1929 року було розширено дорогу, вимощено стежки з білої мозаїки, встановлено ліхтарі із 5 лампами на кутках і з двома по периметру.
9 червня 1942 року Травневу площу декретом № 122.096 було визнано історичною пам'яткою. 1942 року за проектом архітекторів Фітте і Мореллі на місці будинку Антоніо Гонсалеса Балькарсе і старої будівлі Національного конгресу Аргентини, де проводилися засідання у 1864—1905 роках, було збудовано Національний іпотечний банк. Нині у цій будівлі розташована Федеральна адміністрація державних доходів.
1940 року старі будівлі Біржі і Національного банку було знесено. На їхньому місці було збудовано новий банк у стилі класицизму, який було добудовано 1955 року.
17 жовтня 1945 року на Травневій площі відбулася велелюдна демонстрація, яка домоглася звільнення Хуана Перона, який згодом був обраний президентом Аргентини. Цей день із того часу відзначається пероністами.

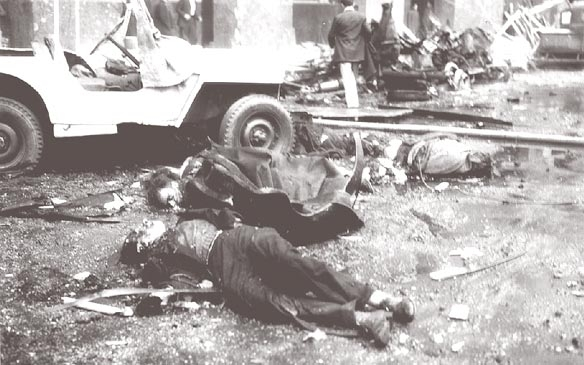
Бомбардування Травневої площі

15 квітня 1953 року на площі стався терористичний акт. 5 осіб загинули і 95 були поранені.
16 червня 1955 року Травнева площа пережила бомбардування Морською авіацією Аргентини задля придушення спроби державного перевороту. Більше 300 осіб загинуло.

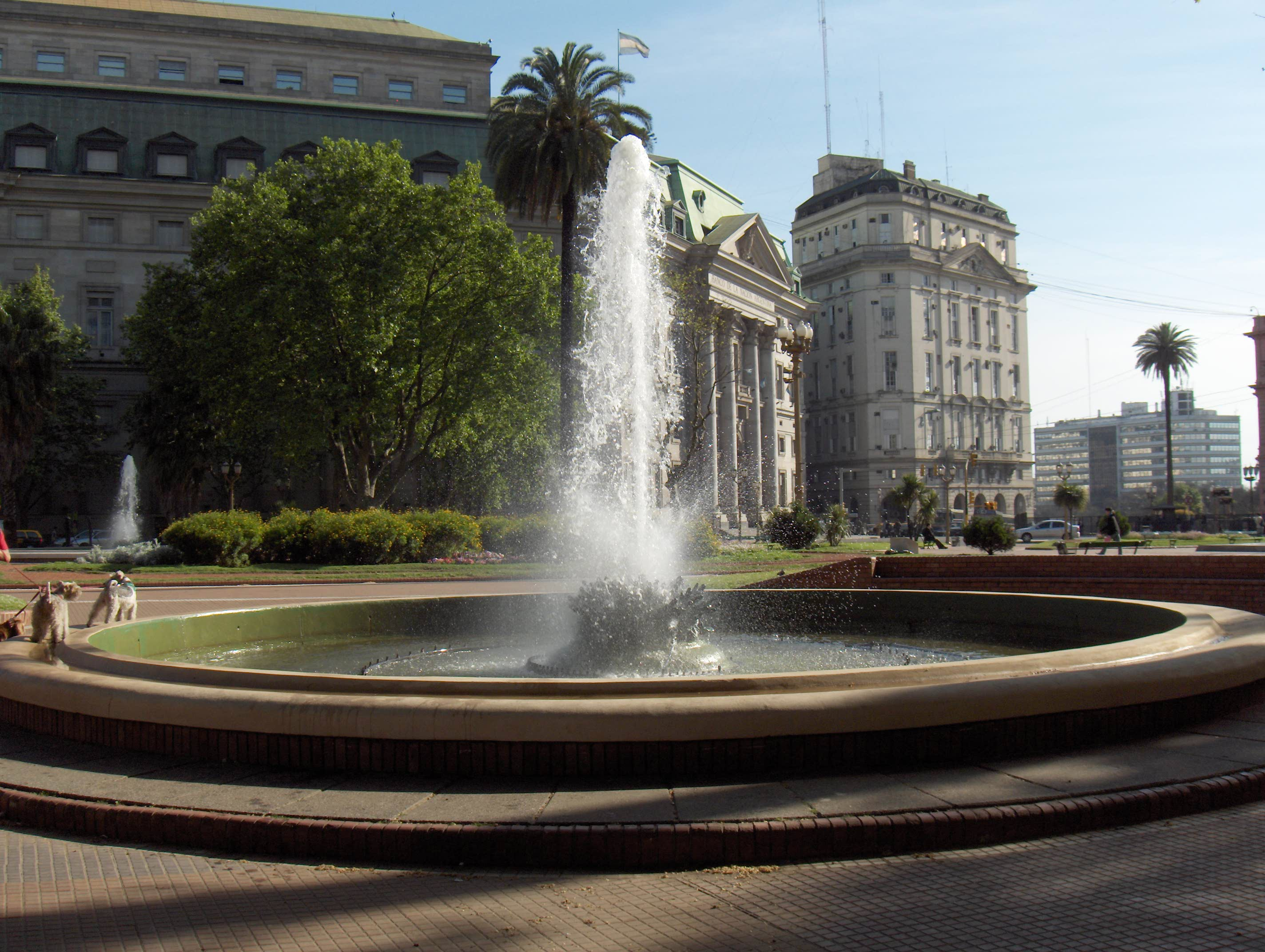
Танцюючий фонтан

1977 року площа пережила чергову реконструкцію, під час якої було закладено клумби площею 3000 м², установлено зрошувальну систему для них і прокладено дороги завширшки 6 м та тротуари площею 800 м². Білу плитку було замінено на світло-коричневу. Було також встановлено чотири танцюючі фонтани навколо Піраміди.
У 1982—1983 роках на Травневій площі відбулася велика кількість мітингів проти військової диктатури, війни на Мальвінах, порушень прав людини тощо, а згодом святкування повернення демократії.

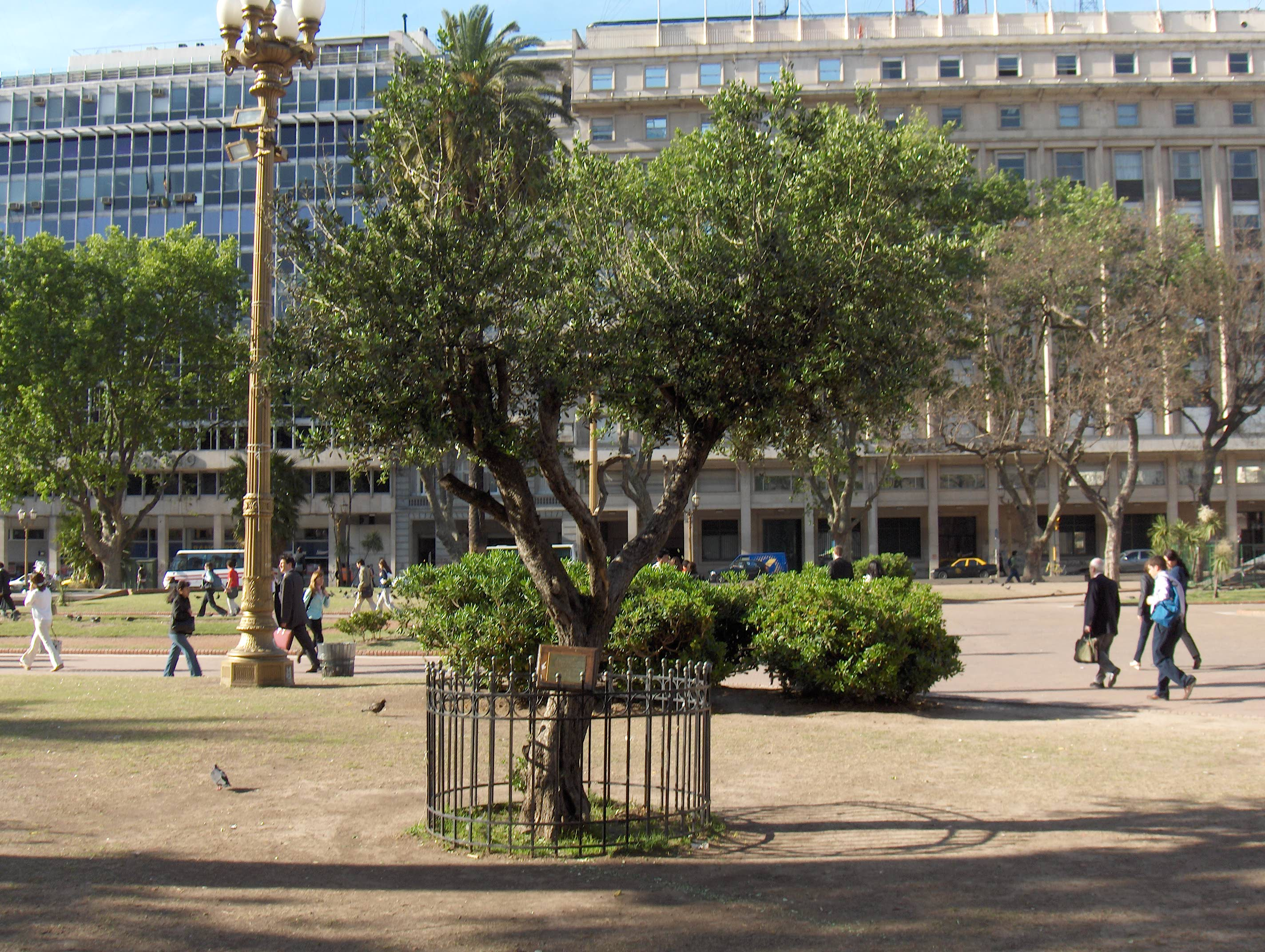
Оливкове дерево на Травневій площі

### XXI століття
29 березня 2000 року архієпископ Буенос-Айреса посадив перед Кафедральним собором оливкове дерево на знак вшанування річниці архієпископства і «компромісу між різними релігіями у країні».
19-20 грудня 2001 року Травнева площа стала місцем розгортання подій під час громадських протестів, відомих як Касероласо, у яких загинуло декілька осіб.
10 березня 2005 року історичною пам'яткою декретом № 1.653 було проголошено місце біля Травневої піраміди, де збиралися з 1977 року Матері Травневої Площі, які відстоювали права своїх дітей, репресованих у часи Брудної війни.

## План площі
| Схід                               |                                               |                                               |                                               |                                   |
| Північ                             |                                               |                                               |                                               | Південь                           |
| Федеральне розвідувальне агентство | Каса-Росада — резиденція президента Аргентини | Каса-Росада — резиденція президента Аргентини | Каса-Росада — резиденція президента Аргентини | Міністерство економіки і фінансів |
| Національний банк Аргентини        | Травнева площа                                | Травнева площа                                | Травнева площа                                | Податкова адміністрація           |
| Кафедральний собор Буенос-Айреса   | Травнева площа                                | Травнева площа                                | Травнева площа                                | Банки                             |
| Вулиця Роке Саенса Пеньї           | Уряд міста                                    | Травнева вулиця                               | Ратуша                                        | Вулиця Хуліо А. Роки              |
| Захід                              |                                               |                                               |                                               |                                   |